# آنته یکابسونه-ژوگوتا
آنته یکابسونه-ژوگوتا (لتونیایی: Anete Jēkabsone-Žogota؛ زادهٔ ۱۲ اوت ۱۹۸۳) بازیکن بسکتبال زن اهل لتونی بود. وی در بازی‌های المپیک تابستانی ۲۰۰۸ شرکت کرده‌است.